# سیم مقاومت

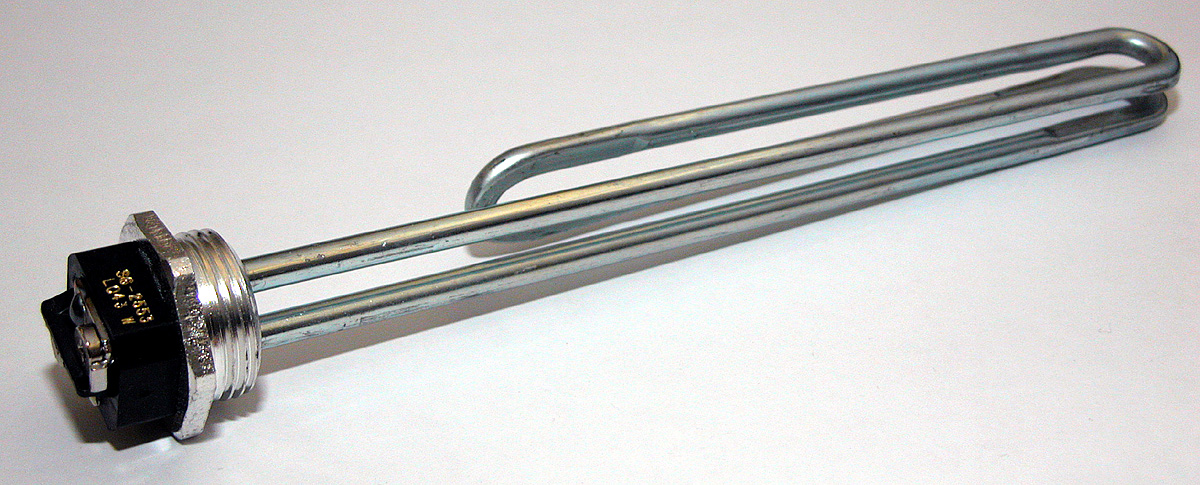
تصویر سیم مقاومت

سیم مقاومت سیمی است که بر پایه مقاومت الکتریکی بالای یک فلز جهت تولید گرما یا به هدف افزایش مقاومت در مدار استفاده شده (برای کنترل مقدار جریان در مدار).
وقتی از سیم مقاومت برای المنت استفاده می‌شود (در وسایل گرمایش برقی و مانند آن)، مقاومت بالای الکتریکی و مقاومت در برابر اکسیداسیون مهم است.
گاهی سیم مقاومت توسط پودر سرامیک عایق شده و در لوله آلیاژ دیگری غلاف می‌شود.

## انواع
نیکروم، یک آلیاژ غیر مغناطیسی ۸۰/۲۰ نیکل و کروم، متداول‌ترین سیم مقاومت برای اهداف گرمایش است زیرا مقاومت و مقاومت بالایی در برابر اکسیداسیون در دمای بالا دارد. وقتی سیم مقاومت به عنوان عنصر گرمایشی استفاده می‌شود، معمولاً به سیم پیچ تبدیل می‌شود. یک مشکل در استفاده از سیم نیکروم این است که امکان لحیم کاری با قلع ندارد، بنابراین اتصالات به برق می‌بایست با استفاده از روش‌های دیگر مانند اتصالات پیچ دار یا ترمینال‌های الکتریکی انجام شود.
کانتال (آلیاژ ۸۷۵/۸۱۵)، خانواده ای از آلیاژهای آهن-کروم-آلومینیوم (FeCrAl) است که در طیف گسترده‌ای از کاربردهای دمای بالا استفاده می‌شود.
کنستانتان [Cu55Ni45] دارای ضریب مقاومت دمایی پایین و به عنوان آلیاژ مس، به راحتی لحیم می‌شود. دیگر آلیاژهای ثابت مقاومت شامل manganin [Cu86Mn12Ni2]، Cupron [Cu53Ni44Mn3] و Evanohm.
آلیاژهای کروم نیکل [Ni72Cr20Mn4Al3Si1]، [Ni73Cr20Cu2Al2Mn1Si] , از خانواده Evanohm دارای مقاومت بالا، ضریب مقاومت در دمای پایین، نیروی الکتروموتور کم (پتانسیل گالوانی) هنگام تماس با مس، مقاومت کششی بالا و همچنین از نظر عملیات حرارتی بسیار پایدار هستند.
Balco [Ni70Fe30] و آلیاژهای مشابه دارای ضریب مقاومت بسیار بالا، اما خطی تر، هستند و آنها را برای عناصر سنجش مناسب می‌کند.
بسیاری از عناصر و آلیاژها به عنوان سیم مقاومت برای اهداف خاص استفاده شده‌اند. جدول زیر مقاومت برخی از مواد معمول را نشان می‌دهد. مقاومت کربن آمورف در واقع محدوده ۳٫۸–۴٫۱ × 10 −6 Ω m است.
| مواد                    | مقاومت {{سخ}} (اهم سانتی‌متر / فوت) | مقاومت {{سخ}} (10 -6 اهم سانتی‌متر) |
| ----------------------- | ---------------------------------- | ---------------------------------- |
| آلومینیوم               | ۹۴/۱۵                              | ۲٫۶۵۰                              |
| برنجی                   | ۴۲٫۱                               | ۷٫۰                                |
| کربن (آمورف)            | ۲۳                                 | ۳٫۹۵                               |
| کنستانستان              | ۲۷۲٫۹۷                             | ۴۵٫۳۸                              |
| فلز مس                  | ۱۰٫۰۹                              | ۱٫۶۷۸                              |
| آهن                     | ۸۱/۵۷                              | ۹٫۶۱                               |
| منگنین                  | ۲۹۰                                | ۴۸٫۲۱                              |
| مولیبدن                 | ۳۲٫۱۲                              | ۵٫۳۴                               |
| نیکروم                  | ۶۷۵                                | ۱۱۲٫۲                              |
| Nichrome V              | ۶۵۰                                | ۱۰۸٫۱                              |
| نیکل                    | ۶۹/۴۱                              | ۹۳/۶                               |
| پلاتین                  | ۶۳٫۱۶                              | ۱۰٫۵                               |
| فولاد ضدزنگ (۳۰۴)       | ۵۴۱                                | ۹۰                                 |
| فولاد (0.5 carbon کربن) | ۱۰۰                                | ۱۶٫۶۲                              |
| فلز روی                 | ۳۵٫۴۹                              | ۹۰/۵                               |

## نامهای تجاری آلیاژ مشترک
| MWS Wire Ind. | نجار Tech. | راننده-هریس    | هریسون         | هوسکینز   | جلیف      | کانتال        |
| ------------- | ---------- | -------------- | -------------- | --------- | --------- | ------------- |
| MWS-875       | آلکروم ۸۷۵ |                | HAI-FeCr AI 25 | آلیاژ ۸۷۵ |           | Kanthal A-1   |
| MWS-800       | ایوانوهم   | کارما          | HAI-431        | Chromel R | آلیاژ ۸۰۰ | Nikrothal L   |
| MWS-675       | Tophet C   | نیکروم         | HAI-NiCr 60    | کرومل C   | آلیاژ C   | نیکروتال ۶    |
| MWS-650       | Tophet A   | Nichrome V     | HAI-NiCr 80    | کرومل A   | آلیاژ A   | نیکروتال ۸    |
| MWS-294       | کوپرون     | پیشرفت         | HAI-CuNi 102   | هوس کردن  | آلیاژ ۴۵  | ۲۹۴           |
| MWS-180       | ۱۸۰ آلیاژ  | میدوهم         | HAI-180        | آلیاژ ۳۸۰ | آلیاژ ۱۸۰ | ۱۸۰. کوپروتال |
| MWS-120       | بالکو      | هایتمکو        | HAI-380        |           | آلیاژ ۱۲۰ |               |
| MWS-90        | ۹۰ آلیاژ   | شماره ۹۵ آلیاژ | HAI-90         | آلیاژ ۲۹۰ | آلیاژ ۹۰  | ۹۰            |
| MWS-60        | ۶۰ آلیاژ   | لوم            | HAI-60         | آلیاژ ۲۶۰ | آلیاژ ۶۰  | کوپروتال ۶۰   |
| MWS-30        | ۳۰ آلیاژ   | شماره ۳۰ آلیاژ | HAI-30         | آلیاژ ۲۳۰ | آلیاژ ۳۰  | کاپروتال ۳۰   |